# Uri Geller
Uri Geller (in ebraico אורי גלר‎?; Tel Aviv, 20 dicembre 1946) è un personaggio televisivo e illusionista israeliano con cittadinanza britannica, divenuto famoso per le sue capacità illusionistiche, da lui attribuite ai poteri psichici che sostiene di possedere.
Geller arrivò al successo negli anni settanta attraverso una serie di esibizioni televisive nelle quali eseguiva dei numeri all'apparenza causati dai suoi poteri paranormali. Affermò di aver dimostrato le sue capacità di telecinesi, rabdomanzia e telepatia, ritenendosi capace, in particolare, di poter piegare cucchiai e di fermare o accelerare lancette di orologi. Sebbene i prestigiatori siano in grado di riprodurre identici risultati mediante ricorso a trucchi da palcoscenico, Geller sosteneva che questi effetti erano causati dalla forza della sua mente e dai poteri della volontà.
Contro di lui, si è mosso il prestigiatore James Randi, il quale replicò tutti i suoi numeri, giungendo alla conclusione che Geller non fosse altro che un abile prestigiatore. Geller non è mai stato in grado di replicare le sue esibizioni sotto il controllo di James Randi o di altri prestigiatori esperti.

## Biografia
Nato da ebrei provenienti da Ungheria e Austria, fu così chiamato in memoria di un cugino morto in un incidente a Budapest. Secondo quanto da lui affermato, venne a conoscenza dei propri poteri a quattro anni. Precedentemente aveva affermato che avvenne a cinque anni, cioè quando si sarebbe accorto di poter piegare un cucchiaio senza l'uso della forza.
Ha affermato di aver fatto parte dell'esercito israeliano come paracadutista, prendendo parte nel 1967 alla Guerra dei sei giorni. Lavorò come modello per servizi fotografici nel 1968 e nel 1969, anni in cui divenne abbastanza famoso in Israele esibendosi in alcuni locali notturni. L'apparizione nel programma della televisione inglese The Dimbleby Talk-In segnò l'inizio della sua fama internazionale. Attirò anche l'attenzione della comunità scientifica, desiderosa di verificare l'attendibilità delle sue affermazioni, ma non furono mai riscontrate prove tangibili delle sue capacità. Raggiunse l'apice della sua carriera negli anni settanta, ritirandosi poi negli anni ottanta e tornando ad apparire in televisione solo agli inizi degli anni novanta.
Afferma di essersi arricchito ricercando nuovi giacimenti per conto di compagnie minerarie per mezzo dei suoi poteri. Dopo uno spettacolo nel Nord Europa, Geller fu citato in giudizio da una donna che affermava di essere rimasta incinta a causa delle capacità psichiche del truffatore: la sua spirale contraccettiva sarebbe stata deformata dagli esperimenti di Geller.
Tra le diverse smentite ai presunti poteri parapsicologici del personaggio, celebre rimane un aneddoto raccontato da un fotografo a Piero Angela, durante la prima puntata di Indagine critica sulla parapsicologia (Rai, 1977). Tra i tanti "prodigi", Geller si vantava di poter scattare le cosiddette "fotografie psichiche", autoritratti acquisiti puntando su di sé la macchina fotografica ma con il copri-obiettivo sigillato da nastro adesivo. In realtà, dopo una dimostrazione in un albergo di New York, Geller fornì alla stampa una foto in cui comparivano le sue dita che sollevavano il coperchio: non si era accorto che la macchina montava un grandangolo da 17 mm che enfatizzò il profilo delle dita, rendendolo perfettamente visibile. Si capì così che Geller si scattava da solo, non visto, le foto durante gli attimi di confusione tra una dimostrazione e l'altra, per poi presentarle quale fenomeno al momento opportuno.

## Controversie
- Il prestigiatore James Randi affermò che Geller non ha alcuna reale abilità psichica. Ha più volte ripetuto gli esperimenti di Geller ottenendo i medesimi risultati, sottolineando di aver utilizzato unicamente trucchi e illusionismo.[4] Geller rispose accusando Randi di essere un ciarlatano che usava trucchi "magici" per negare l'esistenza dei suoi poteri paranormali. Randi argomentò le sue tesi nel libro The Truth About Uri Geller, conosciuto anche come The Magic of Uri Geller.[5] Geller intentò un'azione legale contro il CSICOP, di cui Randi era uno dei fondatori. L'azione legale fu respinta e Geller condannato a pagare 120.000 dollari per avere avventatamente promosso la causa legale.[6] Randi, utilizzando filmati delle esibizioni di Uri Geller, fu in grado di mostrare i punti in cui Geller barava, per esempio sbirciando segretamente la realizzazione di un disegno che doveva poi indovinare col pensiero, piegando chiavi e cucchiai utilizzando la forza delle mani e non quella, millantata, della mente e così via. Questi trucchi erano difficili da cogliere per chi non fosse pratico di prestidigitazione, poiché Geller faceva ampio uso della tecnica del depistaggio.

- Nel lavoro di preparazione di una puntata del celebre programma americano The Tonight Show di Johnny Carson, a cui Uri Geller era invitato, Randi fece da consulente per impedire che questi attuasse i suoi trucchi. Geller non portò a buon fine nessuno dei suoi numeri e si giustificò dicendo che la pressione psicologica da parte del conduttore e il suo atteggiamento scettico avevano avuto un influsso negativo sui suoi poteri.[4]
- Una spiegazione dei trucchi usati da Uri Geller si trova nel testo Confessions of a Psychic, scritto da Martin Gardner usando lo pseudonimo di Uriah Fuller,[3] e anche in Viaggio nel mondo del paranormale di Piero Angela.
- Nel novembre del 2000 denunciò la Nintendo affermando che Kadabra, il cui nome originale giapponese Yungerā riteneva essere una deformazione del suo nome, era "un Pokémon malvagio e occulto" e che la Nintendo aveva rubato la sua identità usando il suo nome.[7] Geller, che inoltre riteneva i segni a forma di S sul corpo del Pokémon un richiamo alle SS naziste, perse la causa. Il 28 novembre 2020, lo stesso Geller ha concesso a Nintendo il permesso di tornare a stampare le carte raffiguranti Kadabra.[8]

## Influenza culturale
- The Secret Life of Uri Geller (2013, documentario).[9]
- Appare nel n. 133 del fumetto statunitense Daredevil, come aiutante del protagonista.[10]

## Filmografia
- Muertos de risa (1999, regia di Álex De la Iglesia)
- Sanitarium (2001, regia di Johannes Roberts e James Eaves)